# 大分県信用組合
大分県信用組合（おおいたけんしんようくみあい）は、大分県大分市に本店を置く信用組合。事業区域は大分県内全域である。略称は「けんしん」。

## 沿革
- 1953年（昭和28年）11月 - 設立。
- 1971年（昭和46年） - 中津商工信用組合の事業を譲り受ける。
- 2002年（平成14年） 7月 - 大分県庁信用組合と合併。
- 2002年（平成14年） 9月 - 高田信用組合と合併。
- 2005年（平成17年） 3月14日 - 杵築信用金庫と合併（信用組合による信用金庫の吸収合併は異例）。
- 2007年（平成19年）11月 - 玖珠郡信用組合と合併。
- 2018年（平成30年）3月 - 飲食店などの受動喫煙対策向け低利融資ファンド設立を発表[3]。
- 2020年（令和2年）10月 - 大分県薬剤師会と包括連携協定を締結[4]。
- 2021年（令和3年）6月 - 九州電力大分支店と地方創生や地球温暖化抑制で包括連携協定を締結[5]。